# La Chapelle-Montreuil
 La Chapelle-Montreuil  es una población y comuna francesa, situada en la región de Poitou-Charentes, departamento de Vienne, en el distrito de Poitiers y cantón de Vouillé.

## Demografía
| 625 | 533 | 489 | 487 | 500 | 565 |
| Para los censos de 1962 a 1999 la población legal corresponde a la población sin duplicidades (Fuente: INSEE [Consultar]) |     |     |     |     |     |